# Dariusz Słowiński
Dariusz Słowiński (ur. 10 sierpnia 1983 w Łodzi) – polski futsalista, piłkarz, piłkarz plażowy, były reprezentant Polski w futsalu i reprezentant w piłce nożnej plażowej, zawodnik występującej w ekstraklasie futsalu Gatty Zduńska Wola i plażowego zespołu KP Łódź.
W futsalu Dariusz Słowiński obecnie jest zawodnikiem Gatty Zduńska Wola, z którą w sezonie 2012/2013 zajął trzecie miejsce w ekstraklasie. Wcześniej był zawodnikiem Grembacha Zgierz i Hurtapu Łęczyca, z którym w sezonie 2008/2009 zdobył Mistrzostwo Polski Dariusz Słowiński występował także w reprezentacji Polski, z którą wystąpił w turnieju eliminacyjnym do Mistrzostw Europy 2012, a z Hurtapem Łęczyca występował w UEFA Futsal Cup.
W beach soccerze Słowiński jest zawodnikiem KP Łódź. Wcześniej reprezentował Grembacha Łódź, z którym zdobywał Mistrzostwa Polski i Puchar Polski oraz występował w Euro Winners Cup. Jest on także w reprezentantem Polski, występował w Euro Beach Soccer League.
Na trawiastych boiskach był on m.in. zawodnikiem Piotrcovii Piotrków Trybunalski, Sokoła Aleksandrów Łódzki i Włókniarza Konstantynów Łódzki.